# Mecânica quântica relativística
Na física, a mecânica quântica relativista (RQM) é qualquer formulação covariante de Poincaré de mecânica quântica. Esta teoria é aplicável a partículas massivas que se propagam em todas as velocidades até as comparáveis à velocidade da luz c e podem acomodar partículas sem massa. A teoria tem aplicação em física de alta energia, física de partículas e física de aceleradores, bem como física atômica, química e física da matéria condensada.

## Operador de velocidade
O operador de velocidade Schrödinger/Pauli pode ser definido para uma partícula maciça usando a definição clássica p = m v, e substituindo os operadores quânticos da maneira usual:
{\displaystyle {\hat {\mathbf {v} }}={\frac {1}{m}}{\hat {\mathbf {p} }}}
que possui autovalores que possuem  qualquer  valor. Na RQM, a teoria de Dirac, é:
{\displaystyle {\hat {\mathbf {v} }}={\frac {i}{\hbar }}\left[{\hat {H}},{\hat {\mathbf {r} }}\right]}
que deve ter autovalores entre ± c.  Mais antecedentes teóricos podem ser visto na transformação de Foldy-Wouthuysen.
Os eventos que levaram à criação e estabelecimento da Mecânica Quântica Relativística, bem como sua continuação no domínio da Eletrodinâmica Quântica (QED). Mais de meio século de pesquisa experimental e teórica, desde a década de 1890 até a década de 1950, na nova e misteriosa teoria quântica em ascensão, revelou que vários fenômenos não podiam ser explicados apenas pela Mecânica Quântica. A Relatividade Especial, descoberta no início do século XX, foi identificada como um componente necessário para a unificação: a RQM. Previsões teóricas e experimentos concentraram-se principalmente na recém-descoberta física atômica, física nuclear e física de partículas; considerando a espectroscopia, difração e dispersão de partículas, bem como os elétrons e núcleos dentro de átomos e moléculas. Inúmeros resultados são atribuídos aos efeitos do spin.